# Utba ibn Rabia
Abu-Abd-al-Wàlid Utba ibn Rabia ibn Abd-Xams ibn Abd-Manaf (+624) fou un dels caps dels quraixites de la Meca. Va refusar de seguir a Mahoma i va lluitar en la batalla de Badr en la qual va morir. La seva filla Hind bint Utba fou esposa d'Abu-Sufyan i va venjar la mort del seu pare (en la batalla a mans de Hamza ibn Abd-al-Múttalib) en la batalla de l'Úhud.